# The Ocean Cleanup

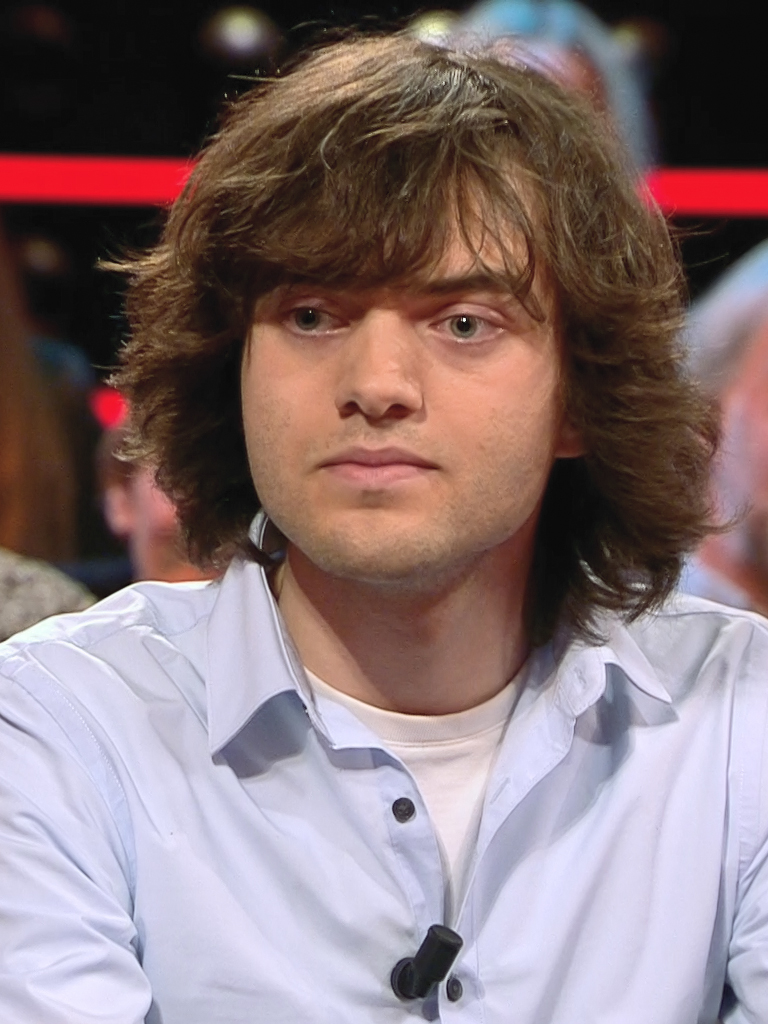
Boyan Slat (2018), Gründer von The Ocean Cleanup

The Ocean Cleanup ist ein Projekt des Niederländers Boyan Slat (* 1994) mit dem Ziel, den Plastikmüll in den Ozeanen einzusammeln. Gestartet wurde das Vorhaben 2013 mit einer Machbarkeitsstudie, in Auftrag gegeben von der dafür gegründeten Organisation The Ocean Cleanup. Dabei geht es um ein Sammelsystem, das autonom im Ozean Plastikmüll einsammelt. Seit 2015 arbeitet die Organisation ebenfalls an einem Reinigungssystem für Flüsse. Mittlerweile arbeiten über 130 Mitarbeiter für die Organisation, ein großer Teil davon an ihrem Hauptsitz in Rotterdam.

## Struktur der Organisation
The Ocean Cleanup selbst ist von der Rechtsform her eine Stichting, was in etwa einer Stiftung in Deutschland entspricht. Diese Stiftung hat selbst Anteile an folgenden Firmen:
- The Ocean Cleanup Technologies B.V. (Niederlande). Diese Firma umfasst das geistige Eigentum und die IT Hardware.
- The Ocean Cleanup Projects B.V. (Niederlande). Diese Firma entwickelt und baut die Ozean-Reinigungssysteme. Außerdem kümmert sie sich um die Weiterverarbeitung des gesammelten Mülls.
- The Ocean Cleanup Interceptions B.V. (Niederlande). Diese Firma forscht und entwickelt an Systemen, um Müll aus verschiedenen aquatischen Ökosystemen zu sammeln.
- The Ocean Cleanup Operations B.V. (Niederlande). Diese Firma stellt Arbeitsleistung innerhalb der Gruppe zur Verfügung.
- The Ocean Cleanup North Pacific Foundation (Californien, USA). Diese Non-Profit-Organisation erhält Unterstützung von den USA und verwendet diese für den Erhalt des Ozeans.
- The Ocean Cleanup Guatemala S.A. (Guatemala). Diese Firma ist die lokale Stellvertretung der Stiftung in Guatemala.

## Ozeanreinigung

### Prototypen
Auslöser für das Projekt war ein Urlaub im Jahr 2011 in Griechenland, in dem Slat im Alter von 16 Jahren beim Tauchen mehr Müll als Fische erblickte. Daraufhin beschloss er sich für diesen Bereich zu engagieren. Im Oktober 2014 erreichte das im Juni begonnene Crowdfunding durch rund 40.000 Unterstützer die benötigten 2 Millionen US-Dollar.
Das auf der TEDx-Konferenz vorgestellte und an der Technischen Universität Delft entwickelte Konzept bestand ursprünglich aus 50 km langen, V-förmig angeordneten Schläuchen, die an der Meeresoberfläche schwimmen. Durch Gewichte am Meeresboden bleiben sie an ihrem Platz und sollen 90 Prozent des schwimmenden Plastikmülls ab einer Größe von 20 mm sammeln. Durch das Einsammeln des Mülls zerfällt dieser nicht weiter zu Mikroplastik. Zudem soll sich durch das Recycling jeweils 50 Euro je Tonne gewinnen lassen (Stand: 2014). Der meiste Plastikmüll treibt in den oberen 3 Metern der Meere. An der Machbarkeitsstudie arbeiteten über 100 Forscher, welche zu dem Ergebnis kamen, dass das Projekt lohnend sei. Unbeteiligte Experten zweifelten dagegen an den Angaben der Initiative und am Nutzen des Projekts.
Am 20. Mai 2015 verkündete das Unternehmen auf seiner Website, dass ein Prototyp im zweiten Quartal 2016 vor der Küste Tsushimas, einer Insel zwischen Japan und Südkorea, in Betrieb gehen soll. Mit einer Länge von 2000 m sollte es die längste künstliche Struktur auf einem Ozean und für mindestens zwei Jahre in Betrieb sein. Der Standort wurde wegen der dramatischen Verschmutzungen gewählt. Es wird geschätzt, dass pro Einwohner jedes Jahr ein Kubikmeter Abfall angespült wird.
Am 22. Juni 2016 ging ein 100 Meter langer Prototyp 23 km vor der niederländischen Nordseeküste in Betrieb. Das war der erste Betrieb eines Prototyps auf hoher See. Es gab 2 Ziele für den Prototyp in der Nordsee: das Auslegerdesign in kleiner Ausführung in der rauen Nordsee zu testen und Erfahrungen mit den Aufbau des Systems sammeln. Nach 2 Monaten wurde der Prototyp wieder zurück ans Land gebracht. Die äußersten beiden Luftkammern hatten sich verbogen. Mit den gesammelten Daten wurden Design und Material des Prototyps überarbeitet.
2017 und 2018 folgten weitere Prototypen. Im Laufe der Entwicklung ging man dazu über, nicht ein großes fest verankertes System anzustreben, sondern eine Flotte kleinerer und mit dem Wind und der Strömung treibender Systeme.

Skizze des Ozeanreinigungssystems von oben
A – Navigationsplattform
B – Satellitenplattform
C – Kameraplattform

Skizze des Ozeanreinigungssystems von der Seite
A – Wind
B – Wellen
C – Strömung
D – Schwimmbarriere

### System 001
Ab 19. Mai 2018 wurde für etwa zwei Wochen ein 120 Meter langes System ca. 90 km entfernt von der Golden Gate Bridge auf dem offenen Meer getestet. Dieses System ist ein Teilstück des 600 Meter langen „System 001“.
Der 600 Meter lange Schwimmkörper wurde aus extrudierten PE 100-RC-Rohren aufgebaut. An dem Rohrstrang wurde eine Art Schürze bzw. Flosse angebracht, die das bis zu 3 Meter unter der Wasseroberfläche schwimmende Plastik auffangen soll. Die Röhren selbst sind durch Schotten unterteilt, um mit vielen Hohlkammern den notwendigen Auftrieb auf dem Ozean zu gewährleisten. Der Schwimmkörper ist u-förmig aufgebaut um die Plastikteile wie eine künstliche Bucht einzufangen.
Nachdem das komplette System in der Bucht von San Francisco zusammengebaut wurde, wurde es ab dem 8. September 2018 per Schiff in den Pazifik geschleppt. Nach zweiwöchigen Tests auf dem offenen Meer wurde es ab Anfang Oktober in den Nordpazifikwirbel gebracht, wo es am 17. Oktober in Betrieb genommen wurde. Im Dezember teilte die Initiative mit, dass die Anlage noch nicht wie erhofft funktioniere und das aufgenommene Plastik nicht wie geplant festhalten könne. Mit 2.200 Kilogramm gesammeltem Plastik kehrte das Team an Land zurück. Ende Dezember 2018 wurde bekannt, dass sich zudem ein 18 Meter langes Endstück der Rohranlage gelöst hatte und das gesamte System zur Reparatur an Land geschleppt werden soll. Im Lauf der nächsten Monate wurden Anpassungen vorgenommen, um die Stabilität des Systems und seine Fähigkeit, Plastik einzusammeln, zu verbessern und es im Juni als System 001/B wieder einsetzen zu können. Dabei wurde unter anderem die Verbindung der Schürze überarbeitet, Stabilisatoren wurden entfernt und ein Bremssystem wurde installiert.
Ende Juni 2019 erreichte das modifizierte System wieder den Nordpazifikwirbel, wo dann mit der nächsten Testphase begonnen wurde. Zu Testzwecken wurde in dieser Zeit ein nur 160 Meter langes System eingesetzt, die angestrebte Größe für das endgültige System beträgt jedoch weiterhin 600 Meter. Im August wurden die nächsten Testergebnisse bekannt gegeben: Das System wurde entweder abgebremst oder beschleunigt, um stets eine Geschwindigkeitsdifferenz zum Ozean und dem darin treibenden Plastik zu erzielen und so das Entkommen von Plastik aus dem System zu verhindern. Das Abbremsen mithilfe eines Treibankers habe sich als effektivere Variante erwiesen. Allerdings müsse innerhalb des U-förmigen Systems noch eine Anpassung vorgenommen werden, damit das Plastik nicht über den Schirm hinweggespült werde, an dem es sich sammeln soll. Eine entsprechende Modifikation sei bereits unterwegs. Am 2. Oktober wurde verkündet, dass System 001/B nun in der Lage sei, wie geplant Plastik einzufangen, darunter auch solches in der Größe von nur 1 mm. Im nächsten Schritt werde es darum gehen, System 002 zu entwickeln, das auch die volle angestrebte Größe haben soll.

### System 002
Im Juli 2021 begann die Testphase von System 002, die nach drei Monaten erfolgreich abgeschlossen wurde. Insgesamt wurden in diesem Zeitraum 28.659 Kilogramm Plastik aus dem Ozean entfernt. Im Anschluss wurde mit der Entwicklung von System 03 begonnen, das eine Länge von über 2 Kilometern haben soll, während System 002 weiterbetrieben wird. Für das Einfangen des Mülls wird System 002 nicht mehr abgebremst, um eine Geschwindigkeitsdifferenz zum treibenden Plastik zu erreichen, sondern beschleunigt. Im Zeitraum 2021–2023 sammelte das System 002 250 Tonnen an Plastikmüll ein.

### System 03
Im August 2023 wurde System 03 im Pazifik installiert. Das System ist 2,2 Kilometer lang und hat Netze, die 4 Meter unter die Meeresoberfläche hängen. Damit ist es dreimal so groß wie der Vorgänger System 002. Neben der Größe, die einen effizienteren Betrieb ermöglicht, wurden auch Verbesserung zum Schutz eingefangener Tiere eingebaut.

### Umweltauswirkungen
Ziel des Projekts ist es, das in die Meere gelangte Plastik wieder einzusammeln und so dessen negative Auswirkungen rückgängig zu machen bzw. zu verringern. So sterben zahlreiche Tiere, indem sie mit plastikgefüllten Mägen verhungern oder sich in herumtreibendem Müll verfangen, und Mikroplastik kann giftige Inhaltsstoffe abgeben, sich in der Nahrungskette anreichern und so auch wieder an Land gelangen und dort weitere Schäden anrichten.
Es werden jedoch auch negative Nebenwirkungen befürchtet, da die Sammelanlagen zusammen mit dem Müll auch direkt unter der Wasseroberfläche lebende Organismen (Neuston) einfangen und das Ökosystem somit schädigen könnten. The Ocean Cleanup verwies auf die freiwillig durchgeführte Umweltverträglichkeitsprüfung und darauf, dass die Sammelanlagen in den Müllstrudeln nur einen kleinen Teil des Neuston-Habitats abdecken sollen. Neuston könne sich zudem schnell genug reproduzieren, um Verluste auszugleichen, während das Unterlassen des Plastiksammelns noch größere Schäden für das Neuston bedeuten könnte. Dagegen wurde wiederum argumentiert, dass sich Plastik ähnlich verhält wie das ebenfalls mit den Strömungen treibende Neuston und die Müllstrudel mit den Sammelanlagen somit auch die Orte mit der höchsten Neuston-Konzentration sein könnten. Zudem sei wegen der fehlenden Daten und Erkenntnisse zu Neuston kaum zu beurteilen, welche Konsequenzen das Cleanup-Projekt haben könne. Laut vorläufigen Testergebnissen aus der Testphase von System 002 wurden pro 1000 Gramm Plastik etwa 3,6 Gramm Biomasse eingefangen, wobei sich Neuston nicht in jedem Fang fand.

## Verarbeitung des gesammelten Plastiks
Neben der Reinigung des Ozeans von Plastik und dem Abtransport beschäftigt sich The Ocean Cleanup auch mit den nachfolgenden Schritten der Verarbeitung des gesammelten Plastiks.
Bis dato gab es keinen allgemeingültigen Standard für den Verbraucher, der sicherstellt, dass in einem Produkt, das angibt, im Ozean gesammeltes Plastik zu enthalten, auch solches enthält. Dem hat sich The Ocean Cleanup angenommen. Gemeinsam mit der internationalen Klassifikationsgesellschaft DNV GL wurde bis Mitte 2020 ein Standard für den Nachweis der Herkunft von im Ozean gesammelten Plastiks geschaffen. Der DNV GL Standard ist der erste seiner Art, der die Echtheit, den Ursprung und die auf einem Produkt angegebene Menge des Plastiks bestätigt. Es ist dem Verbraucher dabei möglich den kompletten Prozess der Sammlung nachzuverfolgen. Der Standard ist offen und kann von jedem Unternehmen unter den entsprechenden Vorgaben verwendet werden.
Unter Anwendung diesen Standards beginnt die Dokumentation des Plastiks bereits beim Vorgang des Einsammelns aus dem Ozean. Im Folgenden wird es nach Europa zum Vorsortieren transportiert. Beim Vorsortieren werden fasriges Plastik (z. B. Fischernetze) und Hartplastik voneinander getrennt. Durch ihre unterschiedlichen Eigenschaften werden sie unterschiedlich recycelt. Der eigentliche Recyclingprozess beginnt mit der Feinsortierung der Kunststoffarten, gefolgt von der Zerkleinerung der gesammelten Teile. Anschließend werden sie gewaschen, getrocknet und schließlich extrudiert. Das so gewonnene Plastik wird von einem unabhängigen Labor auf seine Eigenschaften geprüft. Abhängig von diesen Ergebnissen werden Additive hinzugegeben um die für die Weiterverarbeitung gewünschten Werte zu erhalten. Mit dem nun enthaltenen Plastik können neue Produkte hergestellt werden. Das erste von The Ocean Cleanup im Oktober 2020 vorgestellte Produkt ist eine Sonnenbrille.

## Flussreinigung
Im Oktober 2019 wurde mit dem Interceptor ein seit 2015 entwickeltes zusätzliches Projekt vorgestellt, das dazu dienen soll, den weiteren Plastikeintrag in Ozeane zu verringern. Dabei handelt es sich um eine in Flüssen verankerbare Sammelanlage, die pro Tag unter entsprechenden Bedingungen 50.000 Kilogramm Plastik einfangen können soll. The Ocean Cleanup zufolge sind 1.000 Flüsse (etwa 1 Prozent) für etwa 80 Prozent des Plastikeintrags verantwortlich und sollen innerhalb von fünf Jahren mit Interceptors ausgestattet werden.
Im Dezember 2020 wurde die Partnerschaft mit der Firma Konecranes zur industriellen Fertigung der Interceptoren gestartet. Konecranes übernimmt die Fertigung, Installation und Wartung der Geräte. Die Beaufsichtigung der Geräte ist Aufgabe lokaler Partner.
Kritisiert wurde, dass den Flüssen dadurch auch organisches Material entnommen werden könnte, das für ihr Ökosystem von Bedeutung ist, und dass auch dieses Projekt zu spät ansetze und schon der Plastikeintrag in die Flüsse verhindert werden müsste.
Ähnliche Projekte in kleinerem Maßstab existierten zu diesem Zeitpunkt bereits in Baltimore.

### Installierte Anlagen
Folgende Anlagen sind Stand August 2022 in Betrieb:
- Interceptor 001 im Auslauf des Flusses Cengkareng, in der indonesischen Hauptstadt Jakarta[56]. Erste Gespräche mit der indonesischen Regierung zur Installation des Interceptors wurden bereits 2016 geführt. Weitere Anlagen für das Land sind in Planung.
- Interceptor 002 im Klang, Selangor, Malaysia. Diese Anlage wurde im Oktober 2019 installiert[57]. Auch in Malaysia sollen noch weitere Anlagen installiert werden.
- Interceptor 003 im  Fluss Hậu, Can Tho, Vietnam, diese Anlage wurde im Februar 2022 installiert.
- Interceptor 004 im Río Ozama, Santo Domingo, Dominikanische Republik. Diese Anlage wurde in den Niederlanden gefertigt. Installiert wurde die Anlage im August 2020. Sie wird von der Dominikanischen Marine betrieben.
- Interceptor 005 im Fluss Klang, Klang, Malaysia. Diese Anlage wurde im Juni 2022 installiert.
- Interceptor 006 im Las Vacas, Guatemala-Stadt, Guatemala. Diese Anlage wurde im Juni 2022 installiert.
- Interceptor 007 im Ballona Creek an der Bucht von Santa Monica, Kalifornien, Vereinigte Staaten. Diese Anlage wurde im Juli 2022 installiert.
- Interceptor 008, 009, 010 im Hafen der Stadt Kingston, Jamaika, diese wurden im November 2021 installiert.

### Geplante Anlagen
- Interceptor for Chao Phraya, Bangkok, Thailand, 2021 wurde der Vertrag mit dem Ministerium für Marine und Küsten Ressourcen (Department of Marine and Coastal Resources) unterzeichnet.

## Finanzierung
2013 startete die erste Crowdfunding-Kampagne mit einer gesammelten Spendensumme von knapp 90.000 $. Ziel der Kampagne war die Finanzierung der Machbarkeitsstudie. Daraufhin wurden im Jahr 2014 über 2 Millionen Euro ebenfalls per Crowdfunding gesammelt.
Über das Jahr 2019 wurden insgesamt 30 Millionen Euro an Spenden eingesammelt.
Neben der Finanzierung über Spenden begann die Organisation im Oktober 2020 mit dem Verkauf des ersten eigenen Produkts. Es handelt sich um eine Sonnenbrille, deren Gestell zu 95 Prozent aus gesammeltem Plastik aus dem Ozean hergestellt wurde. Auch das Brillenetui besteht aus Recycling-Kunststoff, das von der Organisation aus Gewässern  gesammelt wurde. Die Erlöse des Produkts werden für die weitere Plastiksammlung verwendet.